# Concours musical international Reine Élisabeth de Belgique 2016
Le Concours musical international Reine Élisabeth de Belgique, session 2016, est consacré au piano.
Le morceau imposé est A Butterfly’s Dream de Claude Ledoux.
Le Tchèque Lukáš Vondráček remporte le concours.

## Lauréats
- Premier prix : Lukáš Vondráček (République tchèque)
- Deuxième prix : Henry Kramer (USA)
- Troisième prix : Alexander Beyer (USA)
- Quatrième prix : Chi-Ho Han (en) (Corée du Sud)
- Cinquième prix : Aljoša Jurinić (hr) (Croatie)
- Sixième prix : Alberto Ferro (Italie)

Selon le règlement du concours, aucun classement n'est établi entre les finalistes au-delà du sixième prix. Les six derniers lauréats, listés par ordre alphabétique :
- Atsushi Imada (Japon)
- Yoonji Kim (Corée du Sud)
- Kana Okada (Japon)
- Dmitry Shishkin (Russie)
- Hans H. Suh (Corée du Sud)
- Larry Weng (USA)